# Tom Quinn
Tom Quinn es un personaje ficticio, que aparece en la serie británica Spooks. Fue interpretado por el actor Matthew Macfadyen desde el inicio de la temporada el 13 de mayo de 2002 hasta la tercera temporada el 18 de octubre de 2004. Y de nuevo el 23 de octubre de 2011.

## Antecedentes
Quinn es un agente del MI5 y es el Jefe de la Sección D encargada de luchar en contra del terrorismo. Tom es la mezcla perfecta que debe tener un buen espía: una inteligencia fría y una saludable dosis de arrogancia e inflexibilidad.

## MI5
Tom es el encargado de dirigir las operaciones y posee instintos naturales de liderazgo. Es un gran espía, es inteligente, talentoso, serio, dedicado, enfocado y querido por sus colegas.
 Quinn es un destacado agente del MI5 debido a la dedicación que muestra en el trabajo, también es poseedor de impecables instintos, lo cual lo hace un oficial con una inteligencia excepcional.
Tom se une a la Sección D directamente luego de terminar su formación en junio de 1996. Tom está muy unido con su jefe Harry Pearce y su compañera la agente Zoe Reynolds con quien comparte una cercana amistad; y ayudó tanto a Zoe como a Danny Hunter en sus formaciones y entrenamientos.

## Primera temporada
Al inicio de la primera temporada comienza una relación con Ellie Simm una chef de restaurante, la cual lo conoció bajo el nombre de "Matthew Archer" el cual era un alias.
Más tarde en la temporada cuando Ellie descubre la verdadera identidad de Tom y su verdadera profesión: un agente y espía del MI5 ella se siente descontenta y desilusionada, pero comienza a aceptar su carrera, continúan su relación y todo parece bien.
Sin embargo durante el final de la temporada la casa que compartía con Ellie casi vuela, cuando Tom, sin saberlo, lleva a la casa una bomba que se encontraba escondida en un portafolio. Tom sale y la casa queda encerrada atrapando a Ellie y a su hija dentro de ella, durante el desenlace de los eventos y sin poder entrar a la casa, Ellie es la encargada de lidiar con la bomba. Al final todo sale bien y tanto ella como su hija salen sanas y salvas de la casa.
Pero cuando todo termina Ellie le hace escoger a Tom entre ella o su trabajo; él escoge su trabajo por encima de ella. Ocasionando que su relación terminara a inicios de la segunda temporada.
Durante el 2.º episodio de la primera temporada Tom junto con Zoe Reynolds, Danny, Harry Pearce, Tessa y Helen investigan un posible caso de odio racial y deciden ir de encubierto como profesores de un curso de computadoras para obtener información acerca del terrorista Robert Osborne; pero hay un problema, los verdaderos profesores del curso son esposos; por eso Tom necesita a alguien para que se hiciera pasar por su esposa, ya que Zoe quien normalmente tomaría este lugar se encontraba trabajando en otro caso con Tessa Phillips, así que su lugar lo ocupa Helen Flynn, pero todo sale mal y son capturados, Helen es brutalmente torturada y asesinada por Kevin McNally ya que Tom no quiso revelar información clasificada.
Helen fue torturada cuando McNally metió primero su mano y luego su cabeza en una freidora. La muerte Helen comienza a pesar en su conciencia.

## Segunda temporada
Durante la segunda temporada, su personaje está más desarrollado. Tom se entera de que Ruth Evershed es una doble agente y se las maneja para convencerla de que se uniera al MI5 lográndolo con éxito, desde entonces Ruth ha tenido una carrera impecable en la Sección D.
En la segunda temporada Tom comienza una relación con la doctora Vicki Westbrook la cual conoce el mundo del MI5 luego de recibir en el hospital a Danny por algunas lesiones hechas durante una operación.
Vicki es una mujer con chispa y una difícil actitud, la cual no toma en serio ni su vida ni su trabajo; y comienza a ocasionarle muchos problemas a Tom quien por su bien decide romper con la relación, esto la amarga y decide vengarse de él haciendo tarjetas donde decía la verdadera identidad y profesión de Tom y repartiéndolas por todos lados, esto no solo ponía en riesgo la vida de él sino la de todo el equipo. Sin embargo afortunadamente el MI5 contaba con el poder de silenciar a la gente que molestaba y con la ayuda de Christine Dale, Vicki aprende rápidamente a mantener la boca cerrada.
En el 5.º episodio durante un ejercicio del EERIE, el cual había encerrado al equipo dentro de la sección y los habían hecho creer de que existía una bomba la cual había salido de Londres y mataría a todos. Sin embargo Tom junto con la ayuda de Zoe y Ruth se las arreglan para mantener al resto del equipo junto y a descubrir la verdad de que todo era un ejercicio para probar las capacidades de todos los agentes del MI5. Al final fue felicitado por demostrar una excelente muestra de liderazgo.
Hacia el final de la temporada, Tom comienza a hacer conciencia lo cual comienza a interferir en su trabajo. Y esto se hizo más evidente durante los episodios siguientes una durante una difícil operación encubierta, donde se hizo pasar por un oficial del ejército, lo cual hizo que se empezara a cuestionar. Y la otra en el episodio siguiente cuando él y Zoe pierden a una joven mujer.
En el final de la temporada Herman Joyce busca vengarse de Tom luego de que este le rompiera el corazón a su hija la cual terminaría por quitarse la vida.
Su lealtad se pone a prueba cuando es incriminado por Herman Joyce de cometer asesinato. Tom trata de convencer a Zoe, Harry Pearce y Danny de que es una trampa creada por Herman, pero no le creen ya que ellos vieron su funeral, sin embargo este no está muerto y solo fingió su muerte con la ayuda de su esposa.
En un intento por atrapar a Tom, este queda encerrado en un cuarto junto con Harry; quien le pide que se rinda o si no se verá obligado a llamar a los refuerzos; cuando Harry se niega a rendirse, toma su teléfono y Tom al sentirse acorralado le dispara en el hombro y huye. Después de esto el equipo no entiende por qué Tom le disparó a Harry y comienzan a creer que las acusaciones hechas en su contra son verdaderas; al final de la temporada se muestra a Tom escapando y corriendo hacia al mar en el cual se mete y comienza a nadar.

## Tercera temporada
Durante esta temporada Tom inicia una relación con la agente de la CIA, Christine Dale, la cual sirve como enlace entre el MI5 en Gran Bretaña y la CIA en Estados Unidos. Christine ha aparecido desde el 1.er. episodio de la primera temporada " Thou Shalt Not Kill".
Christine es una agente dedicada y leal a su país y a su trabajo y no le importa pisotear y pasar por encima de la algunos británicos con tal de que su trabajo se haga. Sin embargo la relación entre ella y Tom termina cuando este se entera de que Christine es una doble agente. Y al no poder soportar más la presión de Oliver decide dejar su trabajo en la CIA.
Durante esta temporada Tom Quinn desaparece tras haberle disparado a Harry sin embargo regresa para demostrar su inocencia y buscar vengarse de las personas que le tendieron la trampa. Harry trae a la sección al agente del MI6, Adam Carter para que los ayude a demostrar su inocencia.
Finalmente y con la ayuda de Adam, el equipo logra demostrarla y Oliver Mace, quien estaba utilizando de pretexto la "supuesta traición" de Tom para destruir e investigar al MI5 tuvo que irse, pedir disculpas y retractarse de todas sus palabras, al final del episodio Tom es exonerado de todos los cargos.
Tom regresa al servicio brevemente, ya que su moral es cuestionada cuando pone en peligro una importante operación donde se le había encomendado la tarea de utilizar a un científico y a su familia en una operación para atrapar a terroristas, esto obliga a Harry a dejarlo ir de la sección.
Al final de la temporada y como última aparición de Quinn se ve una emotiva despedida entre él y Zoe Reynolds y a él dejando las instalaciones del MI5 mientras que Harry lo ve por las cámaras de seguridad.

## Décima temporada
Tom apareció en el último episodio de la temporada después de que Harry lo contratara como agente externo para matar a un extremista ruso.